# Ruedas a volar
Ruedas a volar es el título de un libro antológico de cuentos y poemas, escritos por los asistentes al taller literario desarrollado en la Escuela de Artes y Oficios para Personas con Discapacidad y del Adulto Mayor, en la ciudad de Chihuahua, México, durante 2013. Este libro es una recopilación de textos elaborados en ese taller literario, cuyos autores padecen algún tipo de discapacidad física, mental o intelectual.
Este libro, junto a la antología Palabras en movimiento, son producto del proyecto de lectoescritura Palabras de vida, dirigido a públicos vulnerables, con el que Jorge Guerrero obtuvo el Premio Nacional de Fomento a la Lectura México Lee, en la categoría Fomento de la lectura y la escritura en otros espacios educativos. y la Medalla Chihuahua al Mérito Educativo del H. Congreso del Estado de Chihuahua, en reconocimiento de sus acciones a nivel nacional en el fomento de la lectura y la escritura creativa en los ámbitos de la educación especial y la inclusión social.

## Antecedentes
El escritor mexicano, Jorge Guerrero de la Torre, fue el responsable del taller literario, como a su vez antologador y editor del libro. Desde sus inicios, el proyecto Ruedas a volar fue dirigido como una iniciativa de Guerrero de la Torre, para trabajar con personas con discapacidad, haciendo uso de diversas herramientas y métodos de la psicología del arte, como además de múltiples estrategias de psicopedagogía dirigidas al fomento de la lectura y formación literaria. El taller de creación literaria y la posterior edición del libro, fueron logrados con el apoyo económico de la Convocatoria de Estímulos para la Creatividad Artística para Personas con Discapacidad, a través del Instituto Chihuahuense de la Cultura y del Consejo Nacional para la Cultura y las Artes.
Uno de los objetivos de este proyecto, ha sido el lograr una mayor sensibilización de la sociedad ante las personas con discapacidad, y para lograrlo, se distribuyó el libro Ruedas a volar gratuitamente en formatos físico y digital.  Este libro ha sido compartido con especialistas y público en general. Muy particularmente, la distribución se realizó en múltiples foros e instituciones educativas, civiles y clínicas en la ciudad de Chihuahua, además de ser presentado en diversos encuentros internacionales de escritores y feria estatales del libro, como a su vez se envió a 159 grupos de atención a personas con discapacidad, bibliotecas públicas e instituciones educativas y de salud, de 88 ciudades de México,  Norteamérica, Centroamérica, el Caribe, Sudamérica, España, Francia e Inglaterra.
Además, una de las intenciones de este libro, es el que sirva como vehículo documental y referencial de los procesos de dignificación, creatividad y aprendizaje vividos por una persona con discapacidad.

## Contenido
El libro está dividido en dos secciones: Narraciones y Poemas.

### Narraciones
1. Laberinto del tiempo. Autora: Mariana Guadalupe Luján Miranda.
2. Mónica y Margarita. Autora: Fabiola Rocío Gallegos Valencia.
3. Manchas. Autora: Sandra Iveth Campos Cornelio.
4. Una gran amistad. Autor: Daniel Hernández Veloz.
5. El tesoro del árbol. Autora: Arcelia Venzor Mendoza.
6. Bajo el sol. Autor: Víctor González Ramos.
7. Bella22: Autora: Lily Osura.
8. La verdad del problema. Autor: Jorge Ortíz Ángeles.
9. El pueblo de la gente pequeña. Autor: Luis Vásquez Hinojos.
10. Yuzy cae y cae. Autora: Laura Angélica Perea Flores.
11. El árbol que hablaba. Autora: Paola Peña Jurado.

### Poemas
1. Soy y Calma. Autora: Mariana Guadalupe Luján Miranda.
2. Amiga incondicional. Autora: Laura Angélica Perea Flores.
3. Sendero de vida. Autora: Berenice Chacón Rodríguez.
4. Amor a los libros. Autor: Daniel Iván Mancinas Araujo.
5. El títere y Plenitud. Autora: Odilia Beltrán Palma.
6. Luz crepuscular y Poemas a la luz y libertad. Autor: Víctor González Ramos.